# Hyacintniltava
De hyacintniltava ( Eumyias hyacinthinus synoniem: Cyornis hyacinthinus) is een zangvogel uit de familie Muscicapidae (vliegenvangers). De vogel werd in 1820 door Coenraad Jacob Temminck geldig beschreven als Muscicapa hyacinthina.

## Kenmerken
De vogel is 16 cm lang. Het mannetje is van boven blauw, ook de kop en het bovenste deel van de borst is blauw. De buik is roestbruin. Rond het oog en op de wangen is de vogel donkerblauw tot zwart met een vage lichtblauwe wenkbrauwstreep. Het vrouwtje mist het blauw; zij is overwegend grijsbruin en roestbruin op de borst en buik. Zowel mannetje als vrouwtje hebben een blauwe staart.

## Verspreiding en leefgebied
Er zijn twee ondersoorten:
- E. h. hyacinthinus: Timor, Roti en Semau.
- E. h. kuehni: Wetar.

De leefgebieden liggen in gebieden met natuurlijk tropisch bos en struikgewas tot op 2000 meter boven zeeniveau.